# Visayas
L'arcipelago delle Visayas raggruppa un gran numero di isole che formano la parte centrale dell'arcipelago delle Filippine.
A nord delle Visayas c'è la regione settentrionale caratterizzata dalla presenza della grande isola di Luzon (con la metropoli della capitale Manila). A sud c'è la regione meridionale con al centro la grande isola di Mindanao.

## Geografia
Le Visayas si presentano come un gran numero di isole di varie forme e dimensioni addensate tra il Mar delle Filippine ad est e il Mar di Sulu ad ovest. Le isole maggiori sono:
- Panay
- Negros
- Cebu
- Bohol
- Leyte
- Samar

### Regioni e province
Le Visayas si dividono in 3 regioni e 16 province.
Visayas Occidentale (Regione VI)
Comprende le isole di Palawan e Panay e la metà occidentale dell'isola di Negros. La capitale è Iloilo e le province sono sei:
- Aklan
- Antique
- Capiz
- Guimaras
- Iloilo
- Negros Occidental
- Palawan

Visayas Centrale (Regione VII)
Comprende le isole di Cebu e di Bohol e la parte orientale dell'isola di Negros. La capitale è Cebu e le province sono quattro:
- Bohol
- Cebu
- Negros Oriental
- Siquijor

Visayas Orientale (Regione VIII)
Comprende le isole di Leyte e Samar. La capitale è Tacloban e le province sono sei:
- Biliran
- Eastern Samar
- Leyte
- Northern Samar
- Samar
- Southern Leyte